# Erich Honecker
Pour les articles homonymes, voir Honecker.
Erich Honecker, né le 25 août 1912 à Neunkirchen (Sarre) et mort le 29 mai 1994 à Santiago du Chili, est un homme politique allemand, principal dirigeant de l'Allemagne de l'Est de 1971 à 1989.
Il occupa les postes de secrétaire général du Parti socialiste unifié d'Allemagne (SED) ainsi que de président du Conseil d'État et de responsable du Conseil de défense nationale (de).

## Biographie

### Enfance et jeunesse
Son père, Wilhelm Honecker (1881–1969), était mineur et épouse en 1905 Caroline Catharina Weidenhof (1883–1963). Ils ont six enfants : Katharina (Käthe (1906–1925)), Wilhelm (Willi (1907–1944), mort en Hongrie), Frieda (1909–1974), Erich, Gertrud Hoppstädter (1917-2010) née Honecker, et Karl-Robert (1923–1947).
Erich Honecker nait à Neunkirchen (province de Rhénanie), rue Max-Braun, mais sa famille décide de déménager peu après dans le quartier de Wiebelskirchen au no 88 de la Kuchenbergstrasse.
En été 1922, après son 10e anniversaire, Erich devient membre du groupe d'enfants communistes de Wiebelskirchen, puis à 14 ans, il intègre l'association des jeunes communistes d'Allemagne (Kommunistischer Jugendverband Deutschlands, KJVD). Il est élu en 1928 chef de groupe local du KJVD.
N'ayant pas trouvé de place d'apprentissage après sa scolarité, il travaille deux ans dans une ferme en Poméranie. De retour à Wiebelskirchen, il débute en 1928 un apprentissage de couvreur chez son oncle qu'il arrête pour pouvoir suivre des études en étant délégué du KJVD à l'École internationale Lénine à Moscou, appartenant à l'internationale de la jeunesse.

### Début de son activité politique et résistance contre le national-socialisme
Erich Honecker devient membre du Parti communiste d'Allemagne (KPD, Kommunistische Partei Deutschlands) en 1930. Son parrain politique est Otto Niebergall, qui est plus tard député du Bundestag. De 1930 à 1931, il fréquenta l'école internationale Lénine à Moscou. Après son retour, il est chef de circonscription de la Ligue des jeunes communistes d'Allemagne (KJVD) pour la Sarre, et entre au Comité central de la Ligue. En 1933, l'année de l'arrivée au pouvoir de Hitler, le militantisme communiste est interdit. La Sarre n'appartient cependant pas au Troisième Reich. Honecker est incarcéré en Allemagne pour une courte durée et est rapidement relâché. Il rentre en 1934 en Sarre et travaille avec Johannes Hoffmann pour la campagne contre l'annexion au Reich. Avec le résultat du vote en faveur de l'Allemagne du 13 janvier 1935, cette campagne est rendue caduque. Honecker s'enfuit, comme beaucoup d'opposants à l'annexion, et va tout d'abord en France. Le 28 août 1935, il va illégalement à Berlin sous le nom de Marten Tjaden, une presse d'imprimerie dans ses bagages. Dans la résistance, il travaille étroitement avec le communiste Herbert Wehner, qui entre au SPD après la guerre. En décembre 1935, Honecker est arrêté par la Gestapo et est, dans un premier temps, incarcéré jusqu'en 1937 à la prison de Moabit en détention provisoire. En juin 1937, il est condamné à dix ans de prison, peine qu'il purge à la prison de Brandenbourg-Görden. Au début de l'année 1945, il est alloué à un commando de travail à la prison pour femmes de la Barnimstraße (de) à Berlin en raison de sa bonne conduite. Il réussit à s'enfuir le 6 mars 1945, lors d'un bombardement, et se cache dans l'appartement d'une gardienne de prison. Sur les conseils de cette dernière, il retourne au bout de quelques jours en prison. La fuite peut être dissimulée à la Gestapo et Honecker est retransféré dans le Brandebourg. Après la libération de la prison par l'Armée rouge le 27 avril, Honecker va à Berlin où il se marie avec la gardienne de prison Charlotte Schanuel. Elle décéda en 1947.

### L'après-guerre

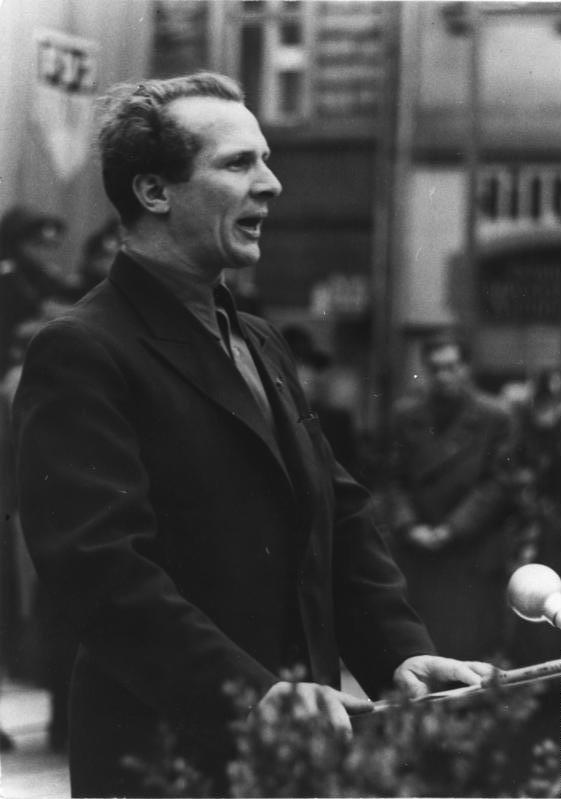
Erich Honecker lors de la rencontre de la jeunesse entre trois pays à Zittau en 1950.

C'est un peu par hasard qu'Erich Honecker est recueilli à Berlin en mai 1945 par Hans Mahle (de) et qu'il est pris dans le groupe de Walter Ulbricht. C'est Waldemar Schmidt (de) qui présente Honecker à Walter Ulbricht, ce dernier ne le connaissait alors pas encore. Jusqu'à l'été, la fonction future d'Honecker n'est pas encore décidée. En 1946, il est l'un des fondateurs de la Jeunesse libre allemande (Freie Deutsche Jugend, FDJ), et il en est le président jusqu'au 27 mai 1955. À partir de 1950, il organise les trois rencontres allemandes de la jeunesse à Berlin, et il est pris un mois après la première rencontre allemande au Politbüro du comité central du SED. Lors d'un séjour de formation à Moscou, Erich Honecker assiste au XXe congrès du Parti communiste de l'Union soviétique, où Khrouchtchev prononce son célèbre discours sur la déstalinisation.
Honecker joue un rôle important concernant l'organisation de la construction du mur de Berlin en tant que secrétaire de la sécurité du comité central du SED. Il est marié de 1947 à 1953 avec Edith Baumann, une fonctionnaire des FDJ avec laquelle il a une fille nommée Erika (née en 1950). En 1952, sa troisième compagne, Margot Feist, qu'il épouse en 1953, donna naissance à sa seconde fille, Sonja.

### À la tête de la RDA (1971-1989)
Alors que Walter Ulbricht a tourné le dos à la politique économique, Honecker déclare que l'unité de la politique économique et sociale est leur devoir principal.[réf. nécessaire] Après s'être assuré le soutien de la direction soviétique sous Brejnev, il est nommé le 3 mai 1971 successeur d'Ulbricht en tant que Premier secrétaire (il est à partir de 1976 secrétaire général) du comité central du SED. Le limogeage de Walter Ulbricht a, entre autres, pour raison son échec économique. L’écart se creuse au profit de la RFA et une demande criante en biens de consommation et de logements se fait entendre à la base.

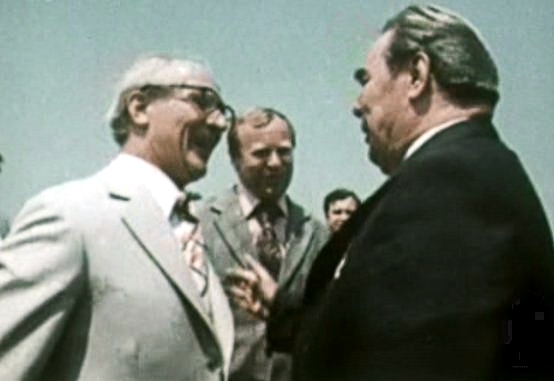
Erich Honecker (à gauche) et Léonid Brejnev en 1976.

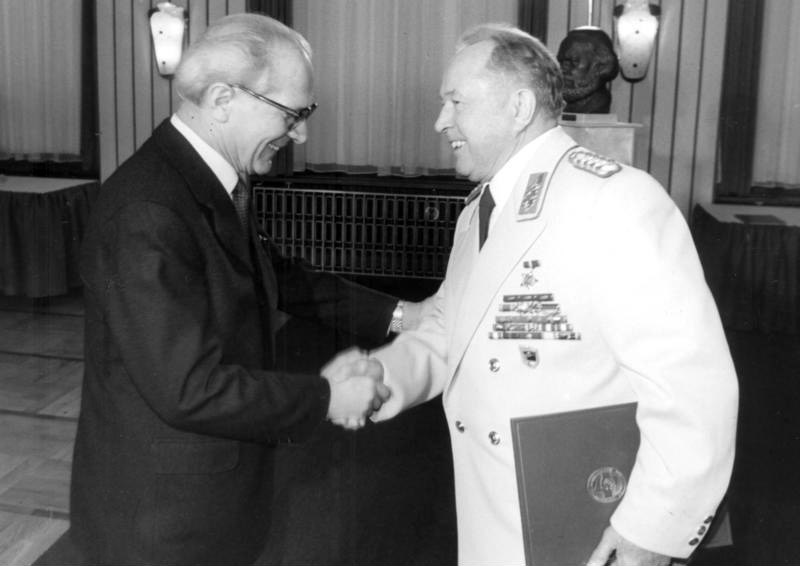
Erich Honecker (à gauche) félicite Erich Mielke pour l'anniversaire des 30 ans de la Stasi en 1980.

Après qu'Honecker a aussi été présenté en tant que successeur d'Ulbricht en 1971 au conseil national de défense (Nationaler Verteidigungsrat), la Chambre du peuple (Volkskammer) l'élit le 29 octobre président du Conseil d'État. Willi Stoph, qui occupe ce poste depuis 1973, est de nouveau président du Conseil des ministres, comme avant 1973.
Le plus proche collaborateur d'Erich Honecker est le secrétaire du comité central pour l'agitation et la propagande, Joachim Hermann. Il mène quotidiennement avec lui des discussions sur le travail des médias du parti, dans lesquelles la mise en page du journal Neues Deutschland et le contenu des informations du journal télévisé Aktuelle Kamera sont fixés. Honecker attribue à la Stasi une tout aussi grande importance : chaque semaine après la séance du Politbüro, il discute avec le ministre compétent, Erich Mielke. Elli Kelm est pendant de nombreuses années la secrétaire d'Honecker.
Durant son mandat, le traité fondamental est négocié avec l'Allemagne de l'Ouest. De plus, la RDA prend part aux négociations des accords d'Helsinki et est intégrée aux Nations unies en tant que membre à part entière. Aussi, lors d'une visite au Japon en mai 1981, l'université Nihon lui décerne un titre de docteur émérite (Dr. h.c.). Ces succès diplomatiques font figure des plus grandes performances politiques d'Erich Honecker dans le domaine des affaires étrangères.
Le 31 décembre 1982, un maçon de 34 ans, Paul Essling, manque de peu d'emboutir la voiture d'Honecker, à proximité de Wandlitz, lieu de résidence des membres du Politbüro. Selon Bernd Hencker, garde du corps d'Honecker, Essling, qui était ivre et armé, se suicide sur-le-champ, après avoir blessé un policier avec son pistolet. D'autres sources affirment qu'il a été abattu par les gardes du corps d'Honecker. À l'Ouest, l'événement est relaté par les médias comme un attentat.
En ce qui concerne les affaires intérieures, une tendance à la libéralisation se dessine avant tout dans les domaines de l'art et de la culture, mais ce relâchement est cependant plus suscité par la propagande effectuée dans le cadre du 10e festival mondial de la jeunesse et des étudiants en 1973, plutôt qu'au changement effectué à la tête de l'État. Peu de temps après, des opposants au régime comme Wolf Biermann sont déchus de leur nationalité, et la résistance intérieure est encore plus opprimée par la Stasi. En outre, Honecker s'engage pour la continuation de l'édification de la frontière germano-allemande[Où ?] avec un système de mitraillage automatique et le recours aux armes à feu pour ceux qui tentent de franchir la frontière. Il dit en 1974 à ce propos : « il y a des camarades à citer en exemple pour leur recours avec succès aux armes à feu ». Concernant la politique économique, l'étatisation et la centralisation de l'économie est accélérée. La difficile situation économique obligea la RDA à emprunter des milliards à la RFA afin de pouvoir maintenir le niveau de vie. Cet endettement auprès des pays occidentaux, qui passe de deux milliards de Valuta marks (la monnaie de la RDA) en 1970 à 27,9 en 1980, ne peut être résorbé car la RDA possède de moins en moins de biens à exporter vers les pays « capitalistes ».

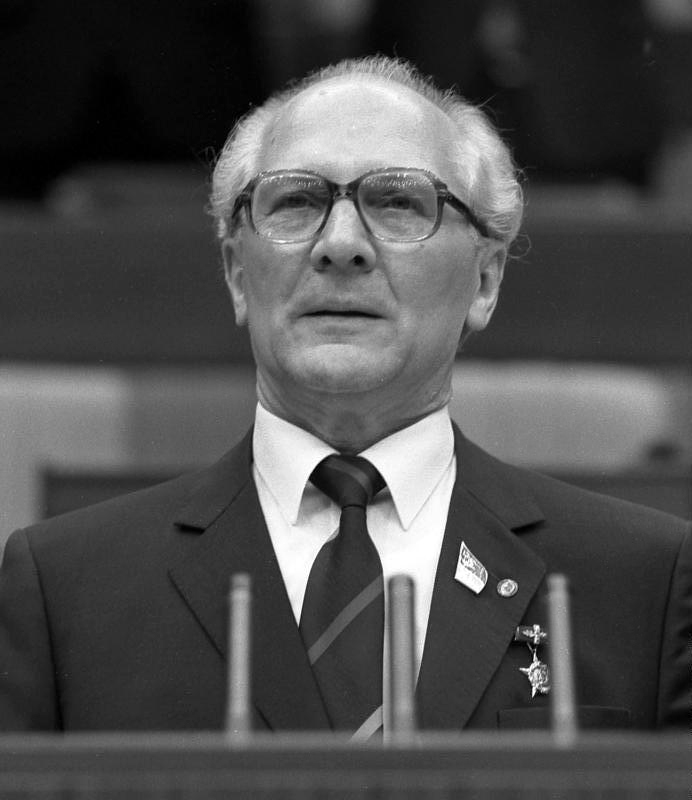
Erich Honecker en 1986.

En 1981, il reçoit le chancelier ouest-allemand Helmut Schmidt dans la maison de chasse Hubertusstock à Werbellinsee. Selon les dires de Schmidt, Honecker était un homme à la capacité de jugement restreinte et estimait que la RDA avait atteint un haut niveau économique et qu'elle faisait partie des nations industrialisées les plus importantes au monde.
Malgré les problèmes économiques, les années 1980 apportent à Erich Honecker une reconnaissance internationale accrue, en particulier le 7 septembre 1987 lorsqu'il se rend en visite en Allemagne de l'Ouest, où il est accueilli par Helmut Kohl à Bonn. Lors de son voyage en RFA, il se rend en Bavière, à Düsseldorf, Wuppertal, Essen et Trèves. Il retourne même dans sa ville natale en Sarre le 10 septembre. Ce voyage est envisagé dès 1983, mais est cependant bloqué par la direction soviétique de l'époque, car elle se méfiait de la relation particulière entre les deux Allemagnes. En 1988, Honecker effectue entre autres une visite à Paris. Son plus grand rêve, bien qu'il n'y soit pas parvenu, était de faire une visite officielle aux États-Unis. C'est aussi pourquoi dans les dernières années de la RDA, il a un comportement positif, notamment au congrès juif mondial, et se positionne en tant qu'« ouvreur de portes » possible.[réf. nécessaire]

### Départ
Dans un contexte de crise politique et économique, et peu avant la chute du mur de Berlin, le départ de Honecker est annoncé à toutes les administrations le 18 octobre 1989. La version officielle est la suivante : « Pour des raisons de santé, le comité central a accepté, à la demande d'Erich Honecker, de le démettre de ses fonctions de secrétaire général, de président du Conseil d'État ainsi que de président du Conseil national de défense de la RDA. » Ce serait prétendument Erich Mielke, ministre de la sécurité d'État, qui serait responsable de tous les dysfonctionnements de la RDA du moment, et qui, lors de la séance du Politbüro du 17 octobre 1989, aurait menacé de publier des informations compromettantes qu'il possédait, dans une valise rouge, si Honecker ne démissionnait pas. C'est dans ces conditions que Honecker est obligé de voter lui-même pour son retrait.
Le 3 décembre, Erich Honecker est exclu du SED et, en 1992, il entre au Parti communiste d'Allemagne (Kommunistische Partei Deutschlands - KPD) nouvellement reconstitué en RDA par d'anciens communistes « orthodoxes ».

### Fuite, arrestation, procès et mort
En décembre 1989, les avocats généraux de la RDA entreprennent sur la base d'une procédure constitutionnelle une procédure judiciaire pour abus de pouvoir et haute trahison à l'encontre d'Erich Honecker. Il est arrêté le 29 janvier 1990 par des policiers est-allemands à sa sortie de l'hôpital où il avait été opéré d'une tumeur maligne aux reins. Cependant, il est relâché quelques jours plus tard. Avec sa femme, il trouve alors refuge à Lobetal (de), chez la famille du pasteur Uwe Holmer (de). Mais la justice de Berlin prononce peu après un mandat d'arrêt contre lui sur la base de la procédure constitutionnelle introduite avant la réunification. Le couple s'enfuit à l'hôpital militaire des forces soviétiques à Beelitz et part ensuite quelques mois plus tard, le 13 mars 1991, à Moscou.
Alors que l'évidence s'impose que les anciens alliés de l'URSS ne seront plus protégés par la direction soviétique sous Gorbatchev et encore moins après l'échec du putsch des communistes en août 1991 et l'arrivée au pouvoir de Boris Eltsine, Erich et Margot Honecker s'enfuient à l'ambassade du Chili, puisque la RDA avait garanti l'asile à des milliers de Chiliens après la chute de Salvador Allende, mais aussi parce que leur fille Sonja avait épousé un Chilien, Leonardo Yáñez Betancourt. Ironiquement, Erich Honecker est le dernier fugitif est-allemand à se réfugier dans une ambassade étrangère, alors que dans les années 1980, un grand nombre d'Allemands de l'Est avaient tenté de passer à l'Ouest en se réfugiant dans les ambassades des pays occidentaux afin d'obtenir ensuite une sortie du territoire. Selon les souvenirs de Margot Honecker, la Corée du Nord et la Syrie leur avaient aussi proposé l'asile.
À cause du mandat d'arrêt lancé en RFA, Honecker est arrêté à l'ambassade chilienne et livré par des soldats russes le 29 juillet. Il est accusé d'avoir donné l'ordre d'ouvrir le feu à la frontière interallemande. Il souffre déjà à cette époque d'un cancer du foie, ce que l'intéressé souligne devant la justice allemande, mettant en doute la possibilité de l'incarcérer en raison de son âge avancé et de ce mauvais état de santé. Honecker est cependant accusé de 68 homicides datant de son exercice du pouvoir à la tête de la RDA, parmi lesquels 12 sont directement le fait de l'administration centrale (sont ici évoquées des personnes tuées en essayant de franchir le mur de Berlin). Les 56 cas restants sont séparés et ajournés. Ses coaccusés sont Erich Mielke, Willi Stoph, Heinz Keßler, Fritz Streletz et Hans Albrecht (de). L'audience principale a lieu le 12 novembre au tribunal de grande instance de Berlin. Le défenseur d'Erich Honecker est Friedrich Wolff (de), un célèbre avocat est-allemand.
Dans sa déclaration devant le tribunal, le 3 décembre, Honecker justifie la construction du mur de Berlin : selon lui, la direction du SED aurait évité en 1961, pendant l'un des moments les plus tendus de la guerre froide, une « troisième guerre mondiale entraînant des millions de morts ». Il insiste sur l'accord de l'ensemble des directions des pays du bloc de l'Est sur cette décision commune, avec en contrepartie l'assurance que la RDA ferait partie pendant son mandat du Conseil de sécurité des Nations unies malgré l'ordre d'ouvrir le feu au mur de Berlin. Il coupe court aux critiques concernant les persécutions de la Stasi, qui n'étaient pas l'objet du procès, en répondant que la presse à sensation des pays de l'Ouest procédait aux mêmes méthodes de dénonciation et qu'elle avait les mêmes conséquences. Aussi, il met en avant le fait que le procès contre lui est mené par des motivations uniquement politiques, et compare les 49 personnes mortes en tentant de franchir le mur avec le nombre des soldats morts pendant la guerre du Vietnam ou avec le taux de suicide dans les pays de l'Ouest.
À cause de son mauvais état de santé, les médecins prédisaient qu'il ne vivrait probablement pas jusqu'à la fin de l'audience principale. Ainsi, Honecker sollicite la séparation et la mise au point de la procédure contre lui. Sa requête est refusée le 21 décembre, les juges ne voyant pas sa maladie empêcher la procédure. Un recours contre cette décision auprès de la cour d'appel est rejeté le 28 décembre. En revanche, le recours constitutionnel effectué le 12 janvier 1993 a plus de succès : la procédure ainsi que le mandat d'arrêt contre Honecker sont abrogés le jour même par le tribunal de grande instance de Berlin. Le lendemain, le 13 janvier, un second mandat d'arrêt en rapport avec un détournement de fonds publics est lui aussi abrogé et Honecker est libéré, ce qui soulève une vague de protestations de la part de victimes du régime de la RDA. Le jour même, Honecker s'envole pour le Chili rejoindre la famille de sa fille Sonja qui habite avec son mari chilien Leo Yáñez et leur fils Roberto.
Le 29 mai 1994, Erich Honecker meurt à l'âge de 81 ans à Santiago du Chili d'un cancer du foie et il y est incinéré.

## Ordres et décorations
Honecker reçoit toutes les décorations importantes de la RDA, dont l'ordre de Karl-Marx, le titre honorifique de Héros de la RDA avec la médaille d'or correspondante, l'ordre du Mérite patriotique avec l'Ehrenspange (bracelet d'honneur), la Bannière du Travail, le titre de Héros du Travail ainsi que l'ordre de Lénine, la récompense la plus importante d'URSS. Il est aussi Héros de l'Union soviétique.
Par ailleurs, en mai 1981, lors d'une visite à Tōkyō, il reçoit le titre de docteur honoris causa de l'université Nihon. En 1985, le CIO le décore de l'Ordre olympique en or.

## Livres
- (de) Reden und Aufsätze, douze volumes, Dietz, Berlin, 1975-1988.
- (de) Aus meinem Leben, 14e édition, Dietz, Berlin, 1989,  (ISBN 3-320-00744-0).
- (de) Die Rolle der Arbeiterklasse und ihrer Partei in der sozialistischen Gesellschaft, Verlag Marxistische Blätter, Francfort-sur-le-Main, 1974  (ISBN 3-88012-292-X).
- (de) Für eine weltweite Koalition der Vernunft und des Realismus, Dietz-Verlag, Berlin, 1989  (ISBN 3-320-01418-8).
- (de) « Durch das Volk und für das Volk wurde Großes vollbracht. Festansprache von Erich Honecker, Generalsekretär des ZK der SED und Vorsitzender des Staatsrates der DDR. » dans Neues Deutschland, 9 octobre 1989[14].
- (de) Erich Honecker zu dramatischen Ereignissen, Runge, Hambourg, 1992.
- (de) « „... da brauche ich nichts zu korrigieren“. Ein Gespräch mit Paul Oestreicher in der Haftanstalt », dans epd-Dokumentation. H.6a (1er février 1993), p. 1-12.
- (de) « Persönliche Erklärung von Erich Honecker vor dem Berliner Landgericht am 3. Dezember 1992 », dans Blätter für deutsche und internationale Politik, 38 (1993), 1, p. 118–126 (voir aussi les liens internet).
- (de) Moabiter Notizen. Letztes schriftliches Zeugnis und Gesprächsprotokolle vom BRD-Besuch 1987 aus dem persönlichen Besitz Erich Honeckers, Édition Ost, Berlin, 1994,  (ISBN 3-929161-14-1). Traduit en français :  Carnets de prison, Paris, éditions Delga, 2019[15].

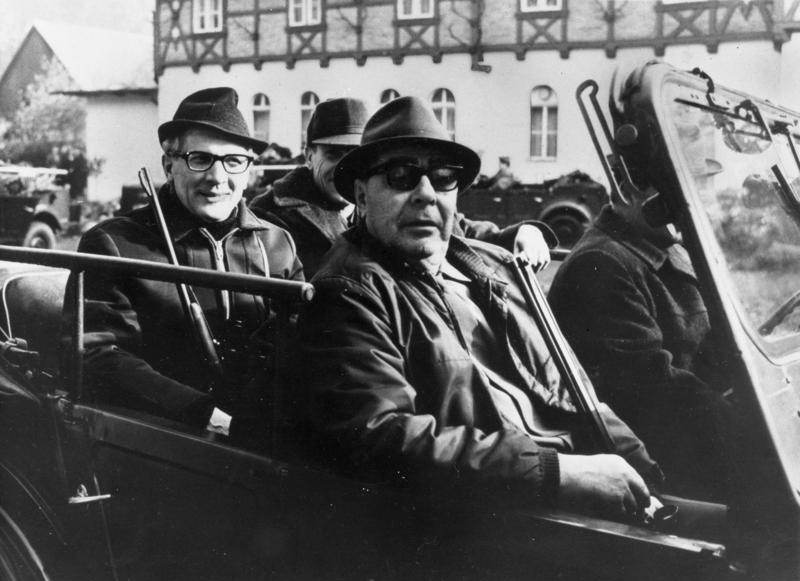
Honecker et Brejnev en 1971.
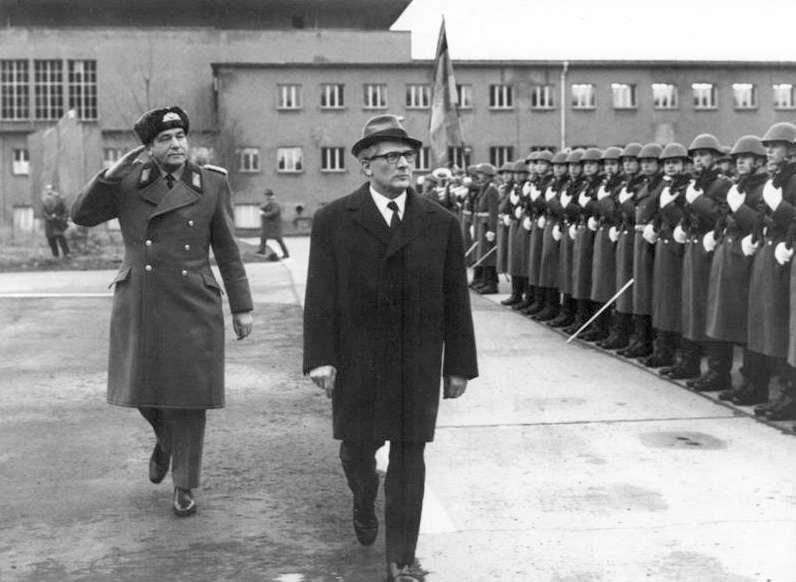
Revue de troupes d'Erich Honecker en 1972.
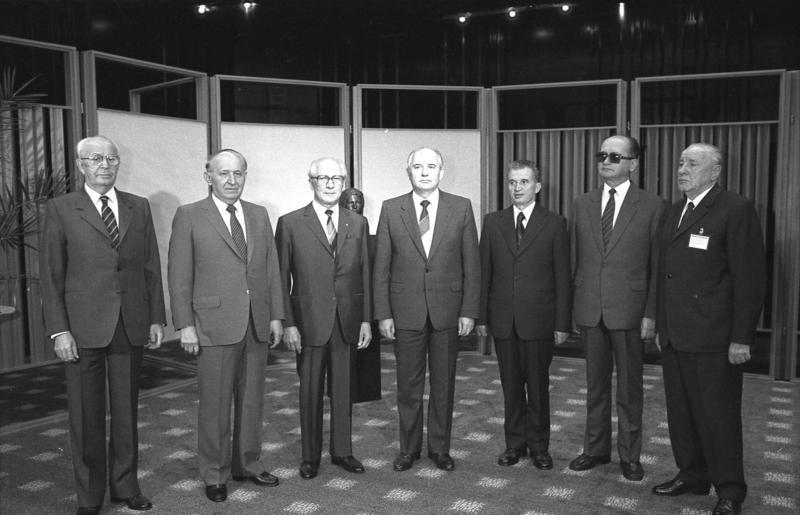
Photo des leaders des pays communistes d'Europe de l'Est lors d'un sommet du pacte de Varsovie : Gustav Husak, Todor Jivkov, Erich Honecker, Michael Gorbatchev, Nicolae Ceaușescu, Wojciech Jaruzelski, et János Kádár en 1987.